# Rennboot

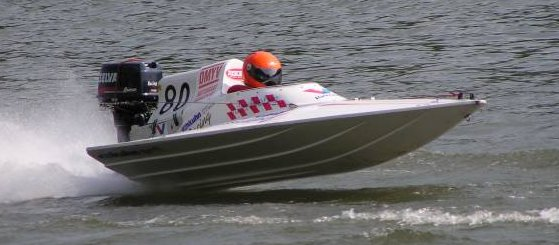
„Dreikantfeile“-Rennboot

Rennboote sind Wasserfahrzeuge, deren Konstruktion vor allem auf hohe Geschwindigkeit und Wettbewerbsfähigkeit bei sportlichen Bootsrennen ausgelegt ist.

## Geschichte
Der Begriff Rennboot taucht ungefähr zeitgleich mit dem Begriff des Rennautos auf, also in etwa mit der Entwicklung des Verbrennungsmotors um 1900. Dieser ermöglichte erst die Konstruktion kleiner Boote mit starker Motorisierung, welche sich für Rennen z. B. auf Rundkursen rund um Bojen eigneten. 
Rennen auf dem Wasser gab es schon Jahrhunderte vorher, z. B. zwischen Segelschiffen und Mississippidampfern oder bei Passagierschiffen den Wettbewerb um das Blaue Band. Die Rekordjagd nach der höchsten erreichten Geschwindigkeit mit einem Rennboot wurde, analog zu der mit Automobilen, in der ersten Hälfte des 20. Jahrhunderts mit viel Aufwand, zahlreichen tödlichen Unfällen und unter großem öffentlichen Interesse betrieben.

## Moderne Rennboote
Es gibt heute eine Vielzahl an verschiedenen Rennbootklassen. Durch den Einsatz von Hubschraubern und Flugzeugen in der Reportage über Bootsrennen wurden vor allem die Offshore Rennboote wie Katamarane und Monoposto bekannt. Die meisten heutigen Motorboote fahren in  Gleitfahrt, das bedeutet, dass das Boot das Wasser lediglich zum Antrieb und zur Lenkung verwendet, jedoch nicht, um durch Verdrängung Auftrieb zu erlangen. Das Ziel eines „Gleiters“ ist daher immer, durch die Mittel der Fluiddynamik für eine möglichst geringe Kontaktfläche zwischen Boot und Wasser zu sorgen.
Die schnellsten Rennboote werden heutzutage in den USA gefahren und erreichen Geschwindigkeiten von über 300 km/h. Die Antriebskonzepte reichen von Zwei- und Viertaktmotoren bis zu Gasturbinen. Die Boote können aufgrund der hohen Geschwindigkeiten nur auf großen, weitläufigen Binnengewässern gefahren werden.

## Grundformen

### Katamaran

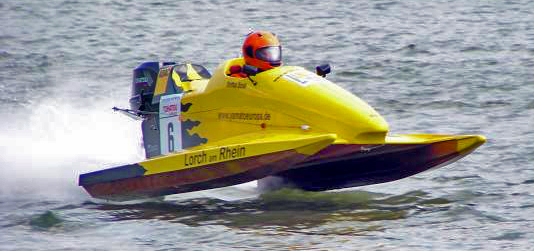
Katamaran

Der Katamaran hat zwei Bootsrümpfe, die mit einem starren Boden verbunden sind. Gegenüber dem Proprider hat der Katamaran eine wesentlich höhere Stabilität. Die beiden Bootsrümpfe wirken wie Schienen. Dadurch können Kurven wesentlich enger gefahren werden. Der Fahrer sitzt im Boot und gibt mit dem Fuß Gas.

### Dreipunkter

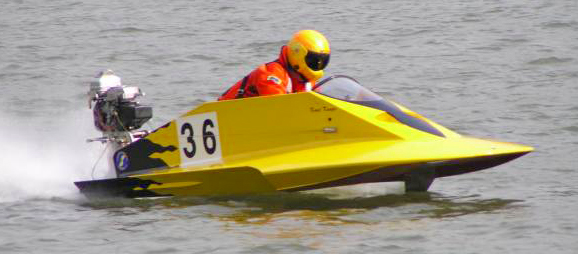
Dreipunkter

Der Dreipunkter ist ein sehr flaches Rennboot. Der Bootsboden hat links und rechts eine „Tatze“. Bei hoher Geschwindigkeit liegt das Boot nur mit den beiden Tatzenenden und dem Bootsende auf dem Wasser, daher die Bezeichnung „Dreipunkter“. Bei „kleinen“ Dreipunktern, das sind in der Regel Boote mit Außenbordern bis 500 cm³, kniet der Fahrer im Boot, lenkt es mit einer Hand und betätigt mit der anderen den Gashebel. Bei „großen“ Dreipunktern, wie z. B. der in Deutschland beliebten Inborderklasse bis 1000 cm³ oder den amerikanischen Unlimited Hydroplanes sitzt der Fahrer im Boot und hat „normales“ Fußgas.

### Proprider

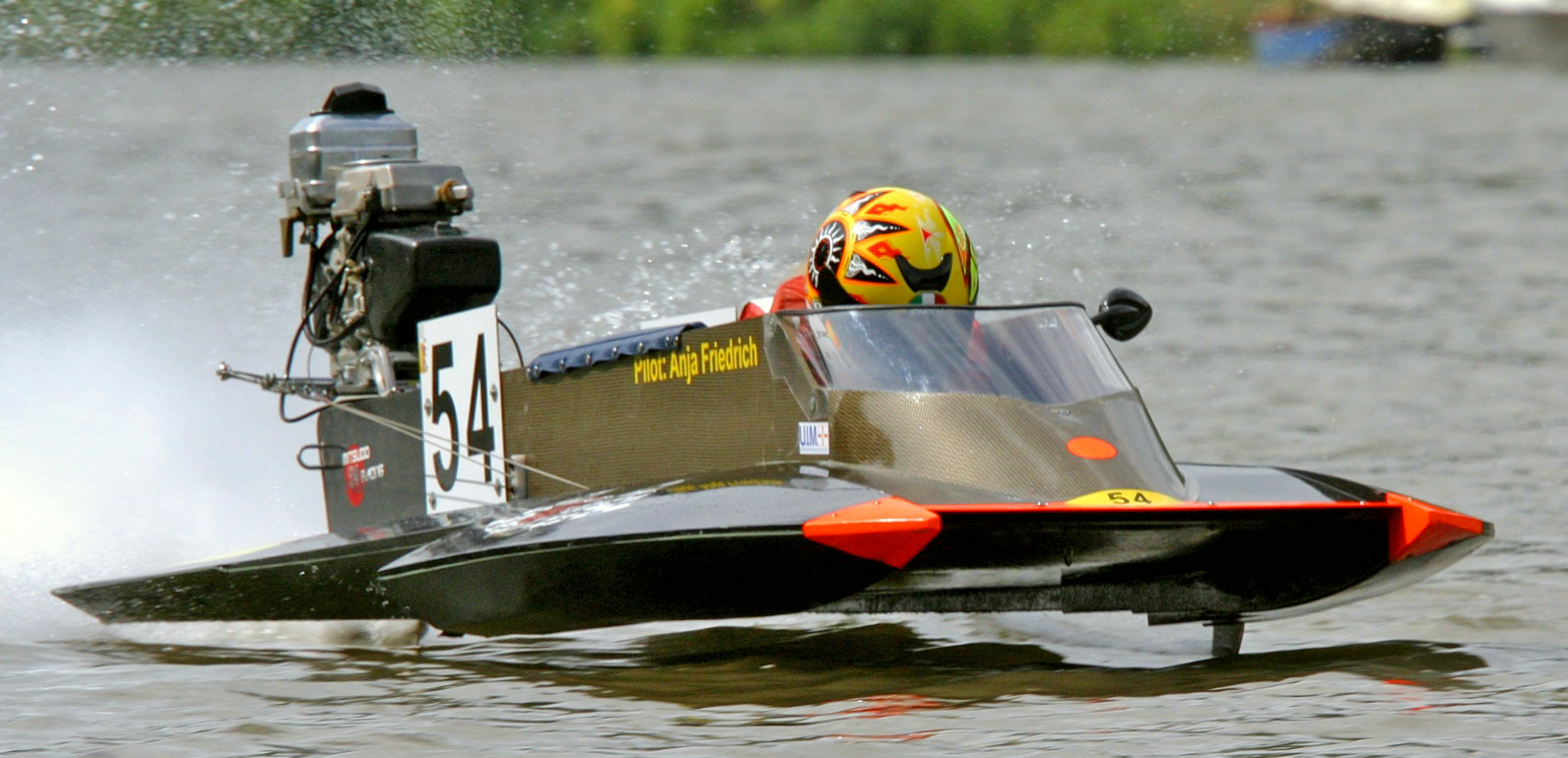
Proprider

Der Proprider (vom engl. Propeller-Reiten) unterscheidet sich auf den ersten Blick nicht vom Dreipunkter. Das Boot ist jedoch etwas länger und wird auf dem Bauch liegend gefahren. Bei Idealfahrt hat nur noch der Propeller Berührung mit dem Wasser. Die Tatzen dienen nur dem gelegentlichen Abstützen des Rumpfes.

### Dreikantfeile
Die Boote haben einen V-förmigen Bootsrumpf wie ein Tourenboot. Daher stammt auch die Bezeichnung Dreikantfeile. Bei der entsprechenden Einstellung von Motor und Propeller hebt sich auch dieser Bootstyp bei voller Fahrt fast ganz aus dem Wasser. Der Fahrer sitzt aufrecht im Boot. In Deutschland wird dieser Bootstyp mit 550-cm³-Außenbordmotoren gefahren (Klasse T-550).

## Allgemein
Die ersten drei Formen sind so konstruiert, dass sie durch die spezielle Konstruktion ein Luftpolster aufbauen, das die Eintauchtiefe minimiert. Die äußerste Bauform ist der Proprider, bei dem bei voller Fahrt nur noch der Propeller eintaucht, weshalb auch der Geschwindigkeitsrekord für Boote mit Außenbordmotoren – 284,14 km/h – mit dieser Bootsform erreicht wurde. Allen Rennboottypen ist gemeinsam, dass sie umso schneller sind, je weniger Wasserfläche sie berühren. Sie haben daher nicht wie die meisten Tourenboote einen V-förmigen, sondern einen flachen Boden. Alle Typen erzeugen wenige Wellen und haben hochtourig drehende Oberflächenpropeller.